# 肯·伊尔瑟·拉尔森
肯·伊尔瑟·拉尔森（丹麥語：Ken Ilsø Larsen，1986年12月2日—），是一名丹麦足球运动员，常被简称为肯·伊尔瑟，司职前腰或前锋。

## 俱乐部生涯
伊尔瑟2004年被荷兰足球甲级联赛球队海伦芬看中，并加入其青训营，2006年曾被租借到兹沃勒。由于未能在海伦芬得到出场机会，他回到丹麦加盟桑德捷斯基。2009年夏季，伊尔瑟转投中日德兰。
2011年1月，伊尔瑟被租借到德国足球乙级联赛球队杜塞尔多夫半个赛季，表现出色，联赛出场16次射进7球。2011年夏季，他正式转会杜塞尔多夫，并帮助球队在2011/12赛季德甲升降级附加赛击败柏林赫塔，时隔15年后重返德甲联赛。不过杜塞尔多夫一个赛季后就降级回到德乙联赛，而伊尔瑟则在2013年7月31日加盟德乙球队波鸿。
2014年2月底，伊尔瑟加盟中国足球超级联赛球队广州富力。2014年5月29日，广州富力官方网站发布公告，正式宣布和伊尔瑟解约。